# 唐峪河

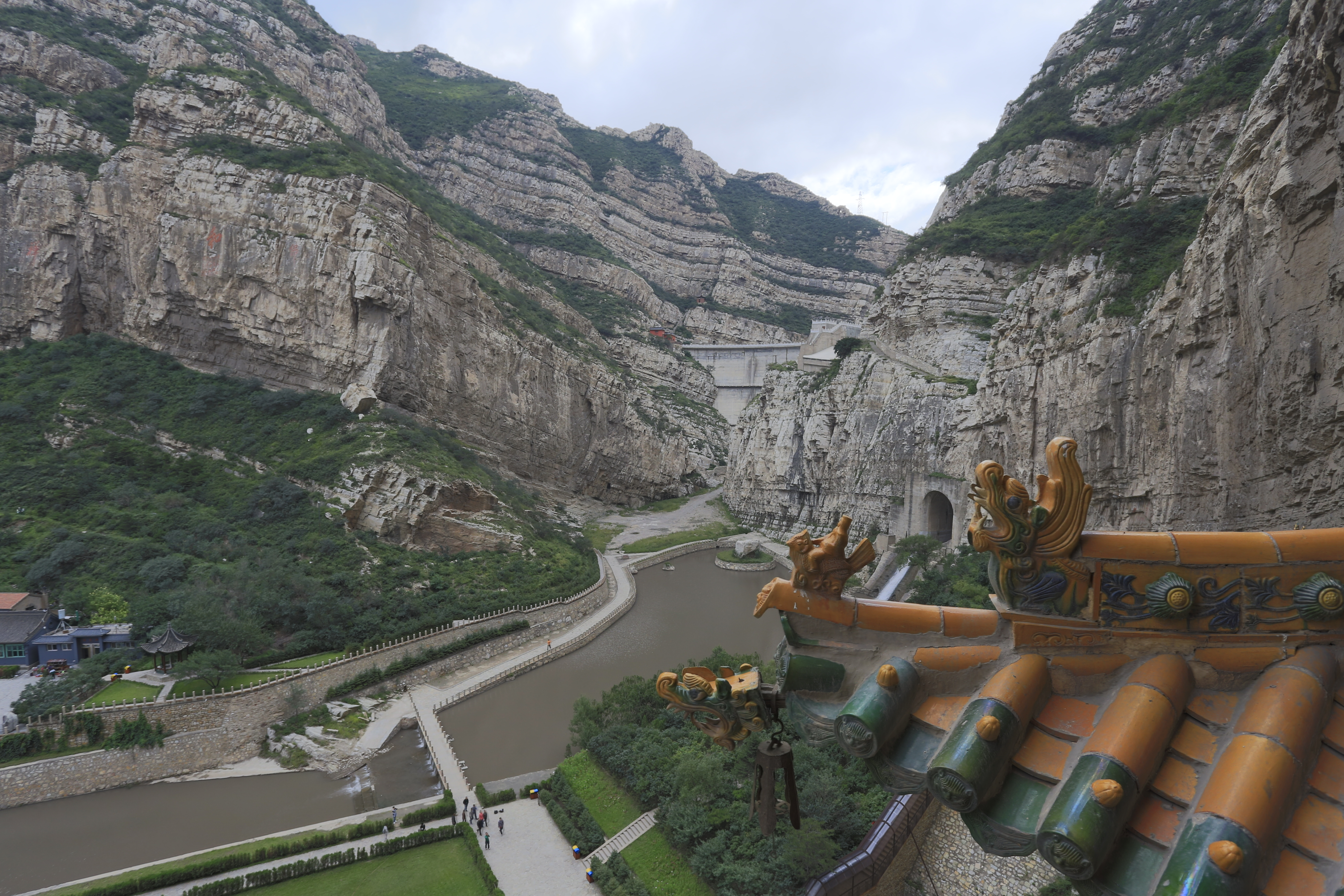
悬空寺上俯瞰唐峪河，远处大坝即为恒山水库大坝。

唐峪河，位于中华人民共和国山西省大同市浑源县境内，是浑河左岸支流，发源于浑源县南部青磁窑乡东葫芦头村，蜿蜒向北，流经董庄村、乱窝铺村、青磁窑村、大磁窑镇、恒山水库、县城永安镇西南郊和东坊城乡，最后于下韩村乡花町村以东汇入浑河。河流全长33千米，流域面积169平方千米，河道纵坡29‰。五岳之一的北岳恒山位于唐峪河下游东北岸，恒山水库大坝下游不远处的悬崖峭壁上有著名的悬空寺。